# Ettie Rout

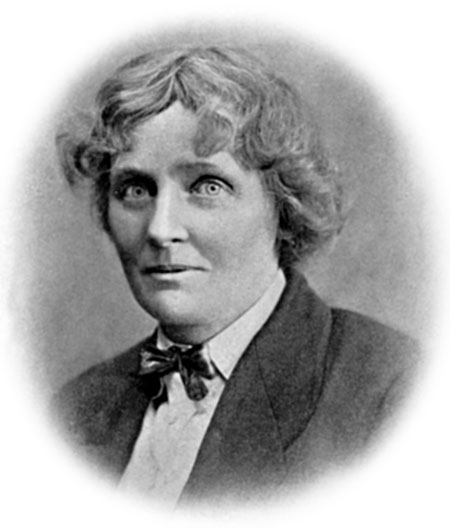
Ettie Annie Rout
(vor 1922)

Ettie Annie Rout (* 24. Februar 1877 in Launceston, Tasmanien, Australien; † 17. September 1936 in Rarotonga, Cookinseln) war eine neuseeländische Journalistin, Unternehmerin, Aktivistin für Sexualhygiene und Schriftstellerin.

## Frühes Leben
Ettie Annie Rout wurde am 24. Februar 1877 als Tochter der Eheleute Catherine Frances McKay und William John Rout, eines Eisenwarenhändlers, in Launceston, Tasmanien geboren. Sie hatte eine Zwillingsschwester und eine zwei Jahre jüngere Schwester. Ende 1884 wanderte die Familie nach Neuseeland aus und fand in Wellington, wo Etties Vater eine Klempnerei eröffnete, ein neues Zuhause. Ettie besuchte die Terrace School und bestand 1891 die Prüfung des Wellington Education Board als Beste für Wellington und Wairarapa. Damit war ihr ein Stipendium für die High School sicher. Doch der geschäftliche Misserfolg ihres Vaters und die damit verbundenen finanziellen Schwierigkeiten machten es notwendig, Wellington zu verlassen und nach Woodville zu ziehen, wo die Familie vermutlich bei Verwandten leben konnte.

## Arbeit als Stenografin
1896 zog dann die Familie nach Christchurch um, wo Ettie Stenografie- und Schreibmaschinenkurse besuchte und besonders gut abschloss. 1902 wurde sie dann aufgrund ihrer Fähigkeiten zu einer der ersten von der Regierung berufenen Stenografinnen und arbeitete am Supreme Court (dem obersten Gericht) und für die Commissions of Inquiry (Untersuchungskommissionen). Zwei Jahre später gründete sie ein Schreibbüro und übernahm Berichterstattungsarbeiten für die Lyttelton Times. Ettie war eine überzeugte Sozialistin und engagierte sich ab dem Jahr 1907 in der Arbeiterbewegung des Landes. 1910 gründete sie zusammen mit der New Zealand Shearers’ Union die Gewerkschaftszeitung The Maoriland Worker. Doch als die Gewerkschaft sich Anfang 1911 der New Zealand Federation of Labour anschloss, wurde die Zeitung nach sechs Ausgaben von der New Zealand Federation of Labour übernommen und Rout schied aus dem Blatt aus.

## Ihre Arbeit während des Krieges
Während des Gallipoli-Feldzugs, an dem die New Zealand Army im Ersten Weltkrieg beteiligt war, gründete sie im Juli 1915 die New Zealand Volunteer Sisterhood und lud Frauen im Alter zwischen 30 und 50 Jahren ein, sich an der Betreuung neuseeländischer Soldaten in Ägypten zu beteiligen. Sie entsandte, trotz des Widerstands der Regierung, im Oktober des Jahres eine erste Gruppe von 12 freiwilligen Frauen nach Kairo. Sie selbst ging im Februar 1916 nach Ägypten und wurde dort auf eine hohe Rate an Geschlechtskrankheiten unter den Soldaten aufmerksam. Sie empfahl den Offiziere des neuseeländischen Sanitätskorps, Prophylaxe-Kits auszugeben und die Einrichtung von kontrollierten Bordellen, womit sie sich allerdings nicht durchsetzen konnte. Als ein Großteil der Soldaten nach Frankreich abgezogen wurden, blieb Ettie in Ägypten, um die Männer zu versorgen, die im Wüstenfeldzug im Sinai und in Palästina kämpften. Sie eröffnete den Tel El Kebir Soldiers’ Club später eine Kantine in El Qantara und gab damit den Soldaten bessere Ruhe- und Erholungsmöglichkeiten sowie Verpflegung, die sie von der Armeeführung so nicht erhielten. Als sie im Juni 1917 feststellte, dass das Problem der Geschlechtskrankheiten unter den Männern immer noch groß war, reiste sie nach London, um Unterstützung bei der Lösung dieses Problems zu bekommen. Nach ausreichender Recherche unter den führenden Ärzten dort erstellte sie ein eigenes Prophylaxe-Set, das Kondome, eine Calomel-Salbe und Kaliumpermanganat enthielt.
Ettie verkaufte das Set in dem von ihr eingerichteten New Zealand Medical Soldiers Club, den sie im Stadtteil Hornchurch in der Nähe des New Zealand Convalescent Hospital anlegte. Ende 1917 übernahm die New Zealand Expeditionary Force das Set und verteilte es kostenlos an Soldaten, die auf Heimaturlaub gingen. Ettie erhielt keine Anerkennung für ihre Arbeit und in Neuseeland wurde ihre Erwähnung in den Zeitungen unter Kriegsrecht verboten. Die New Zealand Times veröffentlichte einen ihrer Briefe, in dem sie für das Kit und für hygienische Bordelle warb. Die Zeitung musste schließlich eine Strafe von 100 Pfund dafür zahlen. Während der damalige Verteidigungsminister James Allen aufgrund des Briefes die Ausgabe der Sets genehmigte, wandten sich Frauengruppen dagegen und warfen Ettie vor, das Laster der Männer zu unterstützen und es für sie nur sicherer machen zu wollen.
Im April 1918 ging Ettie nach Paris, wo sie einen Sexualfürsorgedienst für Soldaten einrichtete. Als im Bahnhof Gare du Nord Truppenzüge von der Front eintrafen, begrüßte sie ankommende neuseeländische Soldaten mit einem Kuss auf die Wange und verteilte Karten, auf denen sie das Bordell von Madame Yvonne empfahl. Dort wurde ihr zugesichert, die Einrichtung nach hygienischen Grundsätzen zu führen. Sie selbst kontrollierte dies regelmäßig. Für ihre Arbeit in Paris und in der zerstörten Stadt an der Somme, Villers-Bretonneux, wo sie von 1919 bis 1920 ein Depot des Roten Kreuzes leitete, wurde sie in Frankreich mit der Médaille de la Reconnaissance française ausgezeichnet.

## Ehe
1920 zog sie nach London und heiratete dort am 3. Mai des Jahres den Physiotherapeuten Frederick Arthur Hornibrook. Aus der Ehe gingen keine Kinder hervor.

## Arbeit als Schriftstellerin
Sie blieb in England und widmete sich dem Schreiben von Büchern, darunter Sex and exercise und Safe marriage (ein Handbuch zur Empfängnisverhütung und Prophylaxe für Frauen), die in Großbritannien und Australien veröffentlicht wurden. Letzteres kam aber 1923 in Neuseeland auf den Index und wurde verboten. Auch ein vegetarisches Kochbuch und ein Buch über die Kultur der Māori als Beispiel entsprangen ihrer Feder. Sie schrieb bis 1934 und verstarb am 17. September 1936 im Alter von 59 Jahren nach einem Besuch in Neuseeland und der anschließenden Reise nach Rarotonga an einer Überdosis Chinin. Sie wurde auf dem Friedhof der damaligen London Missionary Society Church der Insel Avarua beigesetzt.

## Werke
- 1922 – Safe Marriage. A Return to Sanity. William Heinemann (Medical Books) Ltd., London 1922 (englisch).
- 1923 – Two Years in Paris. Hrsg.: E. A. Rout. London Juni 1923 (englisch).
- 1925 – The Morality of Birth Control. Lane, London 1925 (englisch).
- 1925 – Sex and Exercises. A Study of the Sex Function in Women and its Relation to Exercise. William Heinemann (Medical Books) Ltd., London 1925 (englisch).
- 1926 – Maori Symbolism. Kegan Paul and Co., London 1926 (englisch).
- 1926 – Native Diet. With Numerous Practical Recipes. William Heinemann (Medical Books) Ltd., London 1926 (englisch).
- 1927 – Whole-Meal with Practical Recipes. William Heinemann (Medical Books) Ltd., London 1927 (englisch).
- 1927 – Practical Birth Control. Being a Revised Version of Safe Marriage. William Heinemann (Medical Books) Ltd., London 1927 (englisch).
- 1931 – Restoration Exercises for Women. With set of Restoration Exercises and Appendix on Diet in Constipation. William Heinemann (Medical Books) Ltd., London 1931 (englisch).
- 1934 – Stand Up and Slim Down. William Heinemann (Medical Books) Ltd., London 1934 (englisch).

Quelle: Wellcome Collection